# MMA Fighting
MMA Fighting（エムエムエー・ファイティング）は、アメリカ合衆国の総合格闘技のニュースウェブサイトである。

## 概要
2001年に設立された。2009年にAOLに買収され、さらに2011年にVox Mediaに買収され、以降はSB Nation傘下となっている。
SimilarWebによると、MMAFighting.comの2023年8月の月間合計閲覧者数は約900万人である。

## 表彰
- World MMA Awards
  - メディア・ソース・ オブ・ザ・イヤー（2013年、2015年、2016年、2017年、2018年）
  - ジャーナリスト・ オブ・ザ・イヤー（アリエル・ヘルワニ 2010年、2011年、2012年、2013年、2014年、2015年、2016年、2017年、2021年、2022年）